# واسیل یاکوشا
واسیل یاکوشا (بلاروسی: Васіль Фёдаравіч Якуша؛ ۳۰ ژوئن ۱۹۵۸ – ۲۴ نوامبر ۲۰۲۰) قایقران روئینگ اهل بلاروس بود.
وی در مسابقات کشوری و بین‌المللی در مجموع برندهٔ ۱ مدال طلا، ۲ مدال نقره، ۲ مدال برنز شده‌است.